# 2005 EC318
2005 EC318, também escrito como 2005 EC318, é um objeto transnetuniano que está localizado no Cinturão de Kuiper, uma região do Sistema Solar. Este corpo celeste é classificado como um cubewano. Ele possui uma magnitude absoluta de 6,4 e tem um diâmetro estimado com 231 km.

## Descoberta
2005 EC318 foi descoberto no dia 11 de março de 2005 pelo astrônomo Marc W. Buie.

## Órbita
A órbita de 2005 EC318 tem uma excentricidade de 0,031 e possui um semieixo maior de 44,032 UA. O seu periélio leva o mesmo a uma distância de 42,672 UA em relação ao Sol e seu afélio a 45,392 UA.